# Attentat de Rishon LeZion
L'attentat de Rishon LeZion en 2002 était un attentat-suicide qui a eu lieu le 7 mai 2002 dans un club de jeux très fréquenté situé dans la nouvelle zone industrielle de Rishon LeZion, en Israël. 16 personnes ont été tuées dans l'attaque et 55 ont été blessées.
Le groupe militant islamiste Hamas a revendiqué la responsabilité de l'attaque.

## L'attaque
Le mardi 7 mai 2002, à 23h03, un kamikaze palestinien a fait exploser un engin explosif dissimulé dans un club de jeux bondé situé dans la nouvelle zone industrielle de Rishon LeZion, à seulement 10 km au sud de Tel Aviv, tuant 15 civils et blessant 55 personnes, dont 10 grièvement,,,.

Après l'attaque, la police israélienne a déclaré que le kamikaze portait une mallette remplie d'explosifs et, en plus, une ceinture explosive. La police a estimé que le poids total des explosifs était compris entre 7 et 8 kilogrammes, et a indiqué que la mallette contenait également des fragments métalliques et des boulons afin de maximiser le nombre de victimes dans l'attaque.

Photos du lieu de l'attentat
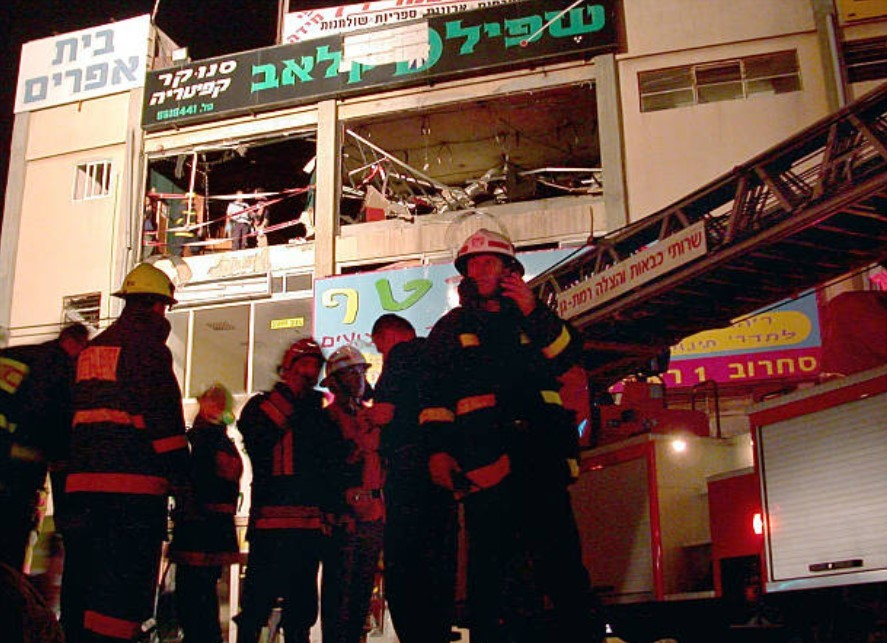
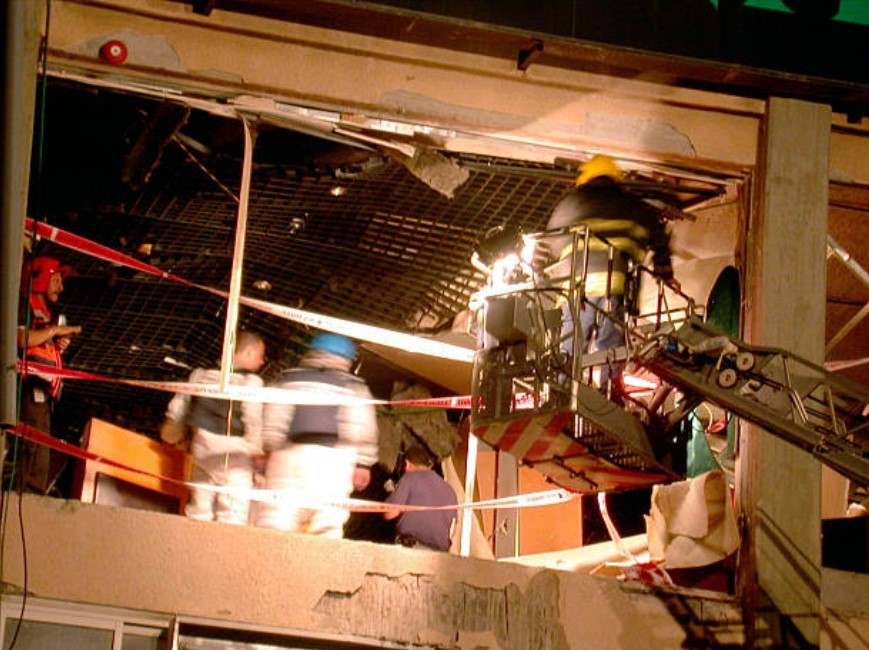
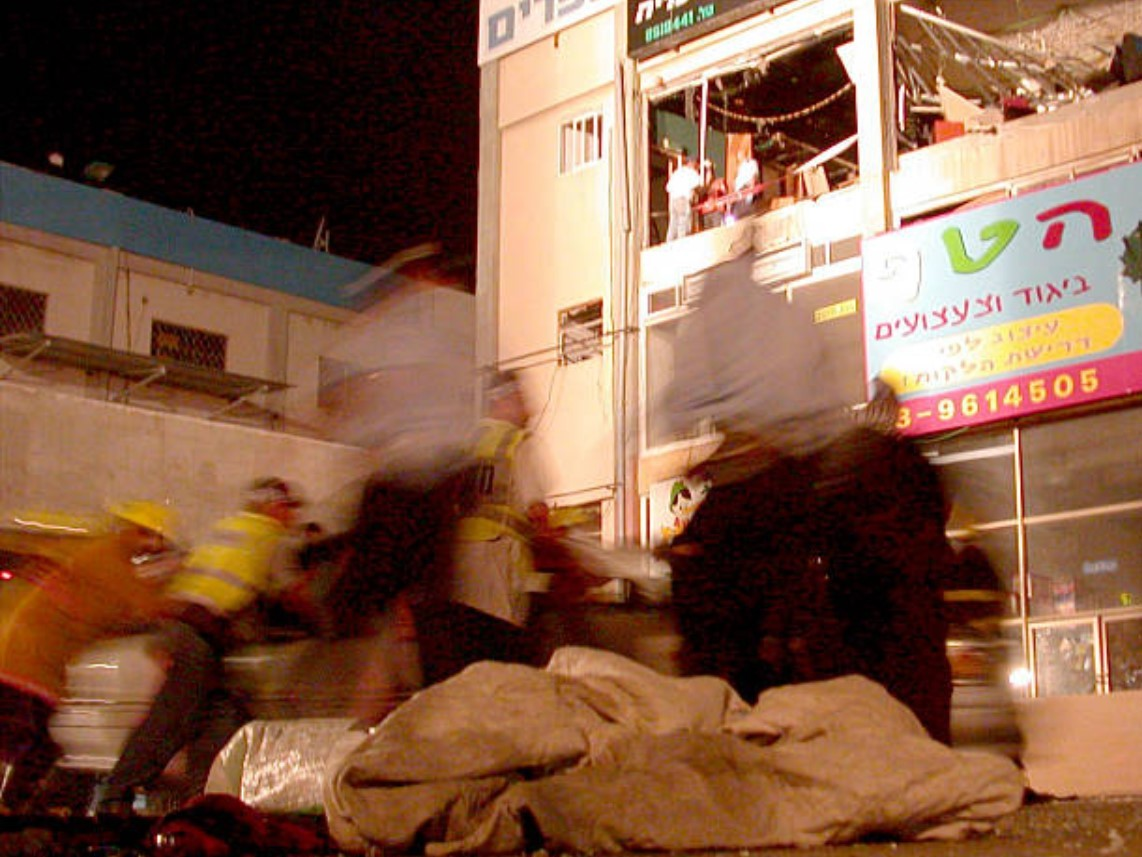

## Le responsable
Le groupe militant islamiste Hamas a revendiqué la responsabilité de l'attaque.

## Conséquences

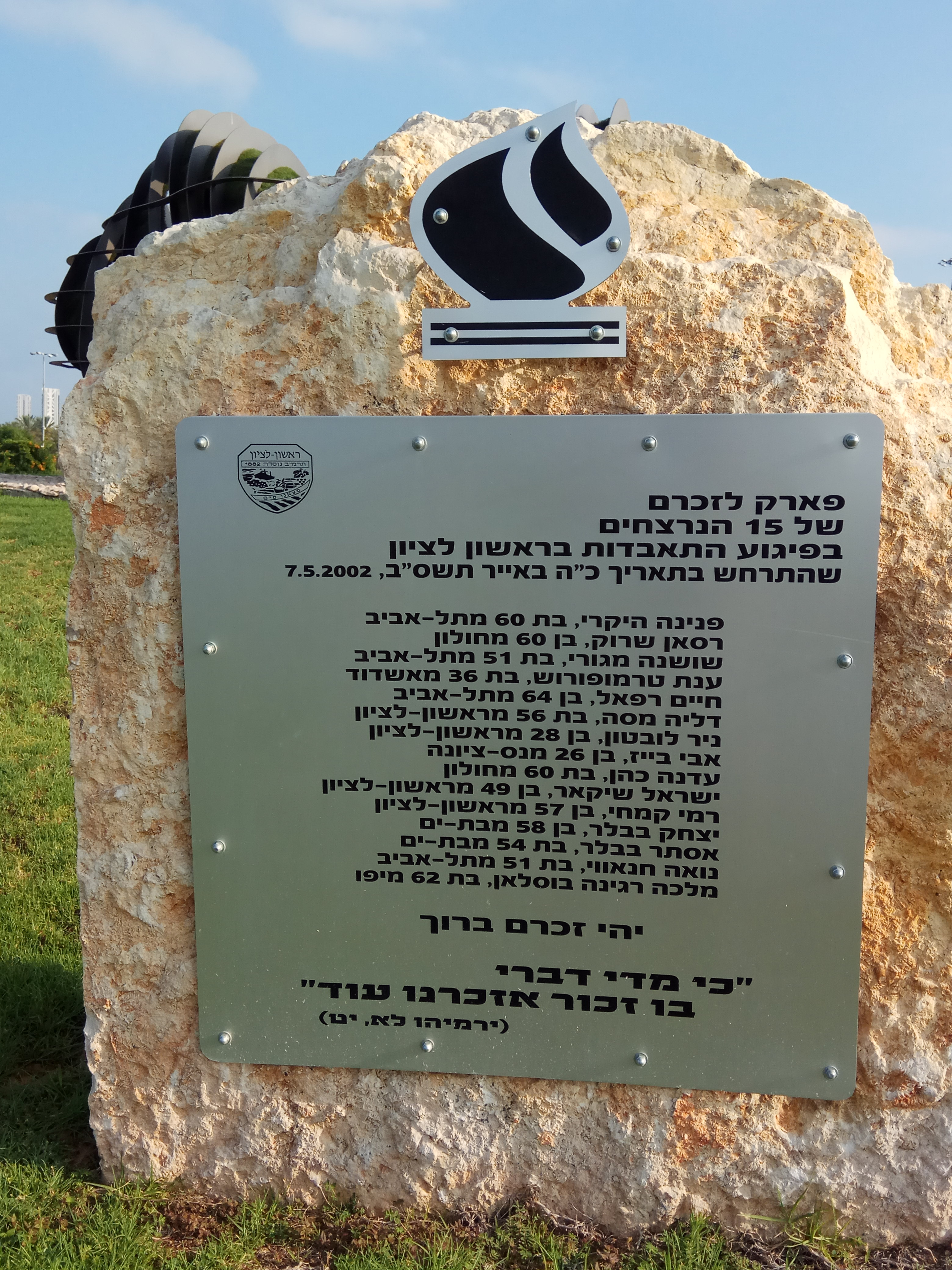
Stèle dédiée aux victimes de l'attentat

L'attaque a été condamnée par le Secrétaire général des Nations Unies, Kofi Annan.
Après l'attaque, Irina Polishchuk, une Ukrainienne mariée à Ibrahim Sarahne,, un Palestinien arabe, a été arrêtée et condamnée pour sa participation à l'attentat de Rishon LeZion en 2002, notamment pour avoir conduit le kamikaze sur le lieu de l'attaque.

### Libération du collaborateur de l'attaque
Le 18 octobre 2011, Polishchuk, qui avait initialement été condamnée à 20 ans de prison, a été libérée en Cisjordanie dans le cadre de l'Echange de prisonniers (Gilad Shalit) (en) entre Israël et le Hamas.